# Live at The Olympia '96
Live at The Olympia '96 es un álbum doble en vivo de Deep Purple, lanzado en 1997.
Este trabajo recoge el show del 17 de junio de 1996 en el teatro Olympia de París, durante la gira del álbum "Purpendicular".

## Lista de canciones
- Autor: Blackmore, Gillan, Glover, Lord & Paice, salvo los indicados.

CD 1
1. "Fireball"
2. "Maybe I'm a Leo"
3. "Ted the Mechanic" (Gillan, Steve Morse, Glover, Lord, Paice)
4. "Pictures of Home"
5. "Black Night"
6. "Cascades: I'm Not Your Lover" (Gillan, Morse, Glover, Lord, Paice)
7. "Sometimes I Feel Like Screaming" (Gillan, Morse, Glover, Lord, Paice)
8. "Woman from Tokyo"
9. "No One Came"
10. "The Purpendicular Waltz" (Gillan, Morse, Glover, Lord, Paice)

CD 2
1. "Rosa's Cantina" (Gillan, Morse, Glover, Lord, Paice)
2. "Smoke on the Water"
3. "When a Blind Man Cries"
4. "Speed King"
5. "Perfect Strangers" (Blackmore, Gillan, Glover)
6. "Hey Cisco" (Gillan, Morse, Glover, Lord, Paice)
7. "Highway Star"

## Personal
- Ian Gillan - voz
- Steve Morse - guitarra
- Roger Glover - bajo
- Ian Paice - batería
- Jon Lord - teclados